# Blackburn B-20
Blackburn B-20 byl britský dvoumotorový hornoplošný celokovový létající člun s pětičlennou osádkou, určený k plnění role námořního hlídkového a protiponorkového letounu.

## Vznik
Rychlost létajících člunů byla omezena aerodynamickým odporem, vyplývajícím z řešení jejich konstrukce. Zdrojem zvýšeného odporu vzduchu byly zejména vyrovnávací plováky pod křídlem, jejich vzpěry a vysoký člunový trup s kýlovými stupni.
V únoru 1935 si šéfkonstruktér vodních letadel společnosti Blackburn, major J. D. Rennie, nechal patentovat způsob snížení příčného průřezu trupu létajícího člunu za letu. Oddělil z trupu člunovou část, která se při vzletu a přistání spouštěla na vzpěrách dolů na vzdálenost potřebnou k ochraně vrtulí před vodní tříští, za letu se pak stejným mechanismem zvedla do vybrání ve spodní části trupu.
V roce 1936 vypsalo britské ministerstvo letectví specifikace R.1/36 na vývoj středního hydroplánu se dvěma motory. Firma Blackburn přihlásila svůj projekt B-20 s uspořádáním trupu podle J. D. Rennieho a ministerstvo nařídilo stavbu jednoho prototypu k otestování jeho patentu.

## Vývoj
Za pohon prototypu Blackburn B-20 byly zvoleny dva čtyřiadvacetiválcové motory do X typu Rolls-Royce Vulture s výkonem po 1345 kW. Pod vlastním nízkým trupem s plochou spodní částí nesly vzpěry člunovou konstrukci, jejíž pohyb nahoru a dolů ovládala čtveřice hydraulických pracovních válců. V člunové části, rozdělené na devět oddílů, bylo neseno palivo. Vyrovnávací plováky byly rovněž zatažitelné a během letu tvořily koncové oblouky obou polovin křídla.
Dokončený B-20 (V8914) byl v březnu 1940 spuštěn na řeku Clyde a dvacátého sedmého téhož měsíce jej pilot Harry Bailey zalétal. Při čtvrtém letu 4. dubna došlo k zatažení člunové části a plováků. Během pátého letu, konaného 7. dubna, byl na naléhání technika firmy Rolls-Royce proveden pětiminutový let na plný plyn. Test motorů byl proveden ve výšce 1830 m se zataženými plováky a vysunutou člunovou částí. Po dvou minutách letoun dosáhl rychlosti 458 km/h, při které se ovšem projevil flutter (třepotání) křidélek, který neustal ani po zastavení motorů. Neovladatelný stroj se zřítil do moře, dvě z pěti osob havárii nepřežily.

## Specifikace
Údaje dle

### Technické údaje
- Osádka:
- Rozpětí: 25,06 m
- Rozpětí s vysunutými plováky: 23,15 m
- Délka: 23,18 m
- Výška s vysunutou člunovou částí: 9,10 m
- Výška se zasunutou člunovou částí: 7,50 m
- Nosná plocha: 99,16 m²
- Vzletová hmotnost: 15 890 kg
- Pohonná jednotka:

### Výkony
- Maximální rychlost v 1750 m: 463 km/h
- Maximální rychlost v 4575 m: 492 km/h
- Cestovní rychlost: 322 km/h
- Dolet: 2414 km